# فهد اليحيى
هو فهد بن إبراهيم اليحيى؛، مواليد 1375هـ في الرياض وسط السعودية، وكان لاعبا سابقاً في صفوف نادي النصر والمنتخب السعودي.
كان يلقب بـ «بن دحم» ويلعب في مركز قلب الدفاع وله شقيق أصغر اسمه صالح اليحيى لعبا معاً في نادي النصر بداية الثمانيات الميلادية.
قضى فهد قرابة الـ12 عاماً في نادي النصر وانضم في فترات للمنتخبات السعودية، وهو يعد بحق أحد أبرز المدافعين في تاريخ نادي النصر

## بدايته الكروية
يقول فهد عن بدايته (ارتباطي بكرة القدم كان أواخر الثمانينيات الهجرية بشارع الشميسي القديم ثم في مدرسة هشام بن عبد الملك الابتدائية مع مجموعة من الزملاء بينهم عبد الله الثنيان وسعد الجرجير الذي تحول فيما بعد إلى سلك التحكيم والتحقت بصفوف النصر عام 1390ه عن طريق قريب لي (فهد الرشيد) وواصلت اللعب في أشبال النصر مع الزملاء سعد الدحان وتوفيق المقرن وعبد الله عبد ربه وآخرين انقطعوا عن التمارين ولم يحالفهم الحظ بالاستمرار.

## مسيرته مع النصر
ويضيف عن مسيرته مع النصر «ولكن من حسن حظي ان أول مباراة أخوضها مع الفريق الأول نهائي كأس ولي العهد أمام الوحدة عام 1392ه حين أصيب الكابتن سعد الجوهر (رحمه الله) في ركبته ولعبت مكانه في الشوط الثاني كلاعب وسط بجانب النجم الكبير خالد التركي وكانت خطة اللعب آنذاك تعتمد على (4/2/4) وكسبنا المباراة بهدفين وقدمت مستوى طيباً كبداية وبعدها كانت انطلاقتي مع الفريق الأول وسط عمالقة النصر آنذاك.. سعود أبو حيدر ومحمد سعد العبدلي والأمير ممدوح بن سعود وناصر كرداش وبن صليح وناصر الجوهر وجوهر مرزوق وغيرهم من الزملاء كنت في الثامنة عشرة من عمري ولا تتصور حجم سعادتي ان مباراتي الأولى مع الفريق الأول تنتهي بتحقيقنا الكأس الغالي وميدالية ذهبية يزدان بها تاريخي الرياضي حتى اليوم وكانت تلك المباراة منقولة إذاعياً عبر موجات الأثير».

## صلابته الدفاعية
ويقول فهد أن أفضل مبارياته كانت ضد الهلال بنهائي درع الدوري عام 1400ه والتي كسبها النصر (2/صفر) وتوج ببطولة الدوري للمرة الأولى في تاريخ النصر وقال (كلفت بمراقبة النجم الهلالي العالمي ريفالينو في تلك المباراة من قبل المدرب فورميقا الذي اختارني لهذه المهمة أثناء شرح خطة المباراة حين سأل زملائي من يستطيع منكم تغطية هذا الداهية البرازيلي فاقترحوا عليه (اسمي) لكوني أفضل من يجيد مراقبته وملازمته كظله.. وبعدها قال لدينا لاعب آخر يحتاج لمراقبة لصيقة يلعب في الطرف الأيسر ويقصد مهاجم الهلال التونسي نجيب الإمام فأشاروا عليه بسعد السدحان وكان يلعب ظهيراً أيمن واستطعنا القيام بالمهمة المزدوجة على أكمل وجه ولم يكن للإمام وريفالينو أي تأثير ايجابي مع الفريق الهلالي واستطعنا السيطرة على المباراة وكسب النتيجة 2/صفر فنجيب الإمام كان قوة هجومية يمتاز بالسرعة والمهارة وريفالينو لاعب له ثقله وتسديداته قوية لا تصد ولا ترد.. لكنني وفقت في قطع الكرات قبل وصولها إليه ومعظم التمريرات لا تصل إليه وكان من حسن حظنا انه وقع بين كماشة لاعبين متمكنين نجم الوسط هاشم سرور كان أمامه.. وأنا من خلفه في الدفاع انقض على الكرات المرسلة إليه قبل استحواذه عليها واشتتها والحمد لله واعتبرت نجم تلك المباراة بسبب ريفالينو).
ويروي لاعب النصر السابق سعد السدحان موقفاً طريفاً في هذه المباراة حين تفوه ريفالينو بعبارة غاضبة سمعها وفهمها لاعب النصر البرازيلي الذي ضحك لدى سماعها فسأله السدحان ماذا كان يقول مواطنك ريفو؟فأجابه بقوله: «هذا اللاعب - يقصد بن دحم - مثل (الجني).. كلما راوغته وتجاوزته أجده مرة أخرى ماثلاً أمامي»!!

## مسيرته الدولية
أما عن مسيرته الدولية مع المنتخب، فيقول فهد (أول مشاركة لي مع المنتخب كانت عام 1395ه في كأس فلسطيني بتونس مع منتخب الشباب واختارني المدرب بوشكاش وأتذكر أنه لقبني ب (بكنباور) وأهداني صورة شخصية له يظهر فيها حاملاً كأس أوروبا بشعار ناديه ريال مدريد في أواخر الخمسينيات الميلادية في عصره الذهبي مع زملائه دي ستيفانو وخنتو وكوبالا وأذكر انه شارك معنا في مناورة في مدينة سوسة التونسية وتفاجأنا بهذا اللاعب العملاق رغم اعتزاله منذ سنوات وتحوله للتدريب إلاّ أنه ظهر لاعباً مميزاً بالتسديدات القوية واللعب الأنيق وبعدها تم اختياري ضمن أفراد المنتخب لدورة الخليج الرابعة في قطر 1396ه وبجانب دورة الصداقة الدولية في الرياض في نفس العام).

## اعتزاله
قرار اعتزال اللعب اتخذه فهد عام 1402ه إبان الدوري المشترك وذلك بسبب الإصابة بقطع في الرباط الصليبي تعرض له لدى اشتراكه مع لاعب برازيلي في صفوف القادسية وغاب بسببه عن مشاركة النصر في موسم 1401ه الذي كسب فيه الدوري والكأس.
وأجريت له عملية الرباط بالمستشفى التخصصي ثم أكملت مرحلة العلاج الطبيعي ورجع وشارك في الدوري التالي ثم توقف بعدما عادوته آلام الركبة عند أي مجهود وودع الملاعب في سن ال 27.

## إسهاماته مع النصر
- الفوز بالدوري العام اعوام و90 و91 و92 و93هـ.
- تحقيق لقب دوري الشرقية عام 1392هـ.
- الفوز بكاس ولي العهد مرتين اعوام 1393 و1394هـ
- الفوز بكأس الملك مرتين اعوام 1396 و1400 هـ
- الفوز بالدوري الممتاز اعوام 1395 و1400 و1401 هـ

## وصلات خارجية ومصادر
- سيرة حياته